# Петер Гольштейн-Бекський
Петер Гольштейн-Бекський (нім. Peter von Holstein-Beck; 7 грудня 1696 — 22 березня 1775) — 8-й герцог Шлезвіг-Гольштейн-Зондербург-Бекський, державний діяч Російської імперії, генерал-фельдмаршал.

## Імена
- Петер-Август-Фрідріх фон Шлезвіг-Гольштейн-Зондербург-Бек (нім. Peter August Friedrich von Schleswig-Holstein-Sonderburg-Beck) — німецьке ім'я.
- Август-Петер фон Гольштейн-Бек нім. (August Friedrich Peter von Holstein-Beck) — коротке німецьке ім'я.
- Петер фон Гольштейн-Бек (нім. Peter von Holstein-Beck) — коротке німецьке ім'я.
- Петро Фрідріхович Гольштейн-Бекський (рос. Пётр Фридрихович Гольштейн-Бекский) — російське ім'я.

## Біографія
Належав до Шлезвіг-Гольштейн-Зонденбурзької лінії Ольденбурзької династії, її Бекської гілки (відома також як Лене-Уленбург). П'ятий син Фрідріха Людвига, герцога Шлезвіг-Гольштейн-Зондербург-Бекського, і Луїзи Шарлотти Августенбурзької. Народився 1696 року в Кенігсберзі.
Спочатку принц служив полковником у війську ландграфа Гессен-Кассельского. 1723 року одружився з Софією, донькою ландграфа Філіппа Гессен-Філіппшталь. Але 1728 року втратив дружину.
У 1734 році мати принца Петера Августа звернулася до російської імператриці Анни I з проханням про прийняття сина на російську службу. Був зарахований полковником. Служив під орудою графа Бургард-Крістофа Мініха. У 1738 році був підвищений до генерал-майора. Брав участь у війні з Османською імперією, зокрема походах 1738 і 1739 років.
У 1741—1743 роках брав участь у війні зі Швецією. 1742 року став генерал-поручиком. Подальшій кар'єрі сприяв шлюб з впливовим родом Головіних, що відбувся 1742 року.
У 1755 році імператриця Єлизавета I підвищила Петера Августа до генерал-аншефа і призначила Ревельським губернатором. У 1755 році призначено президентом Військової колегії. У 1758 році знову став губернатором ревельським. З 1761 року його флігель-ад'ютантом був Михайло Кутузов.
Після сходження на трон Петра III 1761 року кар'єра принца пришвидчилася. Того ж року отримав посаду генерал-губернатора Санкт-Петербурга, для поліпшення чистоти доріг та порядку якого зробив чимало. Потім став членом Ради при найвищому дворі і 1762 року — генерал-фельдмаршалом.
Зі сходженням на трон Катерини II втратив посаду генерал-губернатора Санкст-Петербургу, але залишився Ревельським губернатором.
У вересні 1774 року після смерті брата Карла Людвига став новим герцогом Шлезвіг-Гольштейн-Зондербург-Бекським. Але помер через 6 місяців в Ревелі. Йому успадковував онук Фрідріх Карл Людвиг.

## Сім'я
1. Дружина — Софія, донька ландграфа Філіппа Гессен-Філіппшталь
Діти:
- Карл (1724—1726)
- Ульріка Амелія Вільгельмін (1726)
- Карл Антон Август (1727—1759)

2. Дружина — Наталія, донька графа Миколи Головіна, президента Адміралтейств-колегії
Діти:
- Петер (1743—1751),
- Олександр (1744),
- Катерина (1750—1811), дружина князя Івана Барятинського, російського дипломата